# Инфраструктура экономики
Инфраструктура экономики (лат. infra — ниже, под + structura — строение, расположение) — 

совокупность отраслей и видов деятельности, обслуживающих производство и хозяйство в целом, создающих для них как бы общий фундамент, опору. К инфраструктуре экономики относятся сооружения транспорта и связи, складское хозяйство, энерго- и водоснабжение и т. п. Круг отраслей, относимых к инфраструктуре экономики, определяется по-разному в разных странах. Их общее назначение — упрощать и делать более эффективными потоки товаров и услуг между продавцами и покупателями. Некоторые авторы к инфраструктуре экономики относят также науку, здравоохранение, систему образования, называя их непроизводственной (социальной) инфраструктурой экономики— Экономико-математический словарь

## История исследований экономической инфраструктуры
Исследование инфраструктурной проблематики имеет довольно долгую историю, которая в отечественной экономической науке связывается с именами Д. И. Менделеева, А. И. Чупрова, а также в советской экономической науке — с К. Мюллером-Бюловым, А. Ю. Шариповым, Б. Н. Хомянским, С. С. Носовой. В зарубежной экономической науке проблемы инфраструктуры затрагивались в трудах К. Маркса, Дж. М. Кейнса и А. Пезенти, П. Розентштайн-Родана, Х. Зингера, А. Хиршмана, У. Ростоу, П. Кутнера, П. Самуэльсона, Р. Нурксе и Р. Йохимсена. При этом следует отметить характерную особенность, что на ранних стадиях развития представлений об инфраструктуре ученые исследовали преимущественно одну из составляющих инфраструктуры, например, А. И. Чупров изучал инфраструктурную проблематику на примере преимущественно железнодорожного транспорта. К. Маркс говорил об инфраструктуре как, в первую очередь, о транспорте и связи. Также следует отметить множественность используемых терминов для обозначения современного понятия «инфраструктура». Например, К. Маркс в своих трудах использовал термины «общие условия труда», «всеобщие условия производства».

## Инфраструктура национальной экономики
Национальной экономике как системе присущ ряд и общесистемных, и особенных свойств. Национальная экономика является многомерной системой, включённой в мировую экономику, каждый компонент которой является тоже системой. Специфические свойства национальной экономики, которые отсутствуют у её отдельных компонентов, и характерные системе в целом:
1. один и тот же экономический субъект может одновременно принимать участие в различных процессах самоорганизации экономики, может быть элементом самоорганизующейся системы и окружающей среды одновременно;
2. самоорганизация национальной экономики возникает из кооперации не только экономических субъектов низшего уровня друг с другом, но и с экономическими институтами, а также кооперации институтов между собой;
3. структура национальной экономики нередко скрыта за отношениями административной подчиненности;
4. национальная экономика является динамической системой;
5. национальная экономика — стохастическая система, не поддающаяся точному и детальному прогнозу;
6. национальная экономика может быть как открытой, так и закрытой

## Инвестиции в инфраструктуру
Мировым лидером по инвестициям в инфраструктуру является Китай, который тратит в среднем 8,5 % ВВП. Россия ежегодно тратит на аналогичные цели около 3,2 % ВВП.
В 2010 году инвестиции в инфраструктуру составили: в США — 1,0 % ВВП, в Китае — 10,9 % ВВП, в Германии — 1,3 % ВВП. Отдельную проблему представляет оценка возврата на такого рода инвестиции, которая зачастую измеряется в неденежном эквиваленте. Например, по мнению американских специалистов, в США вложение 1 млн долларов, в строительство транспортных объектов создает 35 000 рабочих мест.